# Давидова Ірина Олександрівна
Ірина Олександрівна Давидова (нар. 24 серпня 1962, Харків) — українська фахівчиня в галузі соціальних комунікацій, інформології, психології, бібліотекознавства. Доктор наук з соціальних комунікацій (2009), професор (2010). Академік Національної академії наук вищої освіти України (2023).

## Біографія
Народилась 24 серпня 1962 року в Харкові. У 1979 році закінчила Харківську середню школу № 40. У 1985 році закінчила Харківський державний інститут культури (спеціальність бібліотекар-бібліограф). Трудову діяльність розпочала 1979 року у ХДІК.
У 1993 році захистила кандидатську дисертацію «Співвідношення бібліографічного й фактографічного компонентів в інформаційному забезпеченні фахівців: на прикладі художньої літератури й літературознавства». В 1997 році рішенням Вищої атестаційної комісії Міністерства освіти і науки України отримала науковий ступінь кандидата педагогічних наук.
У 1994—1998 роках старший викладач кафедр загального бібліографознавства та книгознавства. У 1998—2000 роках старший викладач, доцент кафедри інформатики. У 2002 році присвоєно вчене звання доцента кафедри соціальних комунікацій. У 2000—2002 роках доцент кафедри соціальних комунікацій.
У 2002—2005 роках навчалася в докторантурі ХДАК. В червні 2008 року захистила докторську дисертацію за темою «Інноваційна політика бібліотек України: зміст та стратегії розвитку в інформаційному суспільстві» (науковий консультант — доктор історичних наук, професор В. О. Ільганаєва). Першій в Україні присвоєно науковий ступінь доктора наук з соціальних комунікацій. У 2010 році — присвоєно вчене звання професора кафедри бібліотекознавства та соціальних комунікацій.
Протягом 2008—2017 років послідовно завідувала кафедрами бібліотекознавства та соціальних комунікацій, бібліотекознавства та інформаційно-аналітичної діяльності. У 2017 —2022 роках — завідувач кафедри інформаційної, бібліотечної та архівної справи. З 2022 року — професор кафедри цифрових комунікацій та інформаційних досліджень.
З 2020 року сертифікований консультант з позитивної психотерапії відповідно до стандартів Всесвітньої Асоціації Позитивної психотерапії та Українського інституту Позитивної крос-культурної психотерапії та менеджменту. У співпраці з колегами Кременчуцького національного університету імені Михайла Остроградського, фахівцями Кременчуцької центральної обласної бібліотеки для дітей, вона надає психологічну допомогу дітям у межах проєкту «Спільно. Точки зустрічі» за підтримки ГО «Ми» спільно з фондом «Професійний розвиток Харкова» та за сприяння UNICEF Ukraine при ООН.
До 60-річчя від дня народження науковиці, у серії «Видатні педагоги Харківської державної академії культури», вийшов друком біобібліографічний покажчик «Давидова Ірина Олександрівна».

## Наукова діяльність
Наукова діяльність І. О. Давидової пов'язана з розробкою проблем сфери соціальних комунікацій і документно-інформаційних систем в їх гносеологічних, онтологічних та феноменологічних аспектах, розвитком теорії парадигмальних змін у інформаційній сфері, місця й ролі бібліотеки як провідної соціокомунікаційної установи інформаційного суспільства та суспільства знань, інформаційної антропології.
Науковиця є розробником номенклатури наукових спеціальностей наукової галузі «Соціальні комунікації», їхніх формул, паспортів, напрямів наукових досліджень, програм кандидатських іспитів та вступних іспитів до аспірантури.
Упродовж багатьох років входить до спеціалізованої вченої ради по захисту кандидатських і докторських дисертацій Харківської державної академії культури. У 2008—2016 роках — учений секретар, пізніше заступник голови та голова одноразових спеціалізованих вчених рад. Член Експертної ради Міністерства освіти і науки України з питань атестації наукових кадрів з філологічних наук та з соціальних комунікацій. У 2010—2023 роках — член редакційної колегії, заступник головного редактора фахового наукового збірника України «Вісник Харківської державної академії культури». З 2021 року — головний редактор фахового наукового видання України «Вісник Книжкової палати», член Міжнародної редакційної ради в Українському державному університеті науки і технологій.
І. О. Давидова є науковим консультантом і керівником докторських і кандидатських дисертацій з теорії та історії соціальних комунікацій, сучасних проблем бібліотекознавства та інформаційних наук. Під її керівництвом захищена одна докторська дисертація і дванадцять кандидатських дисертацій. У 2021 році затверджено наукову школу соціальних комунікацій і документно-інформаційних систем, якою керує І. О. Давидова. Школа має міжнародний рівень.
Ірина Олександрівна є організатором та учасником багатьох міжнародних і всеукраїнських наукових конференцій, зокрема Міжнародної наукової конференції «Культурологія та соціальні комунікації: інноваційні стратегії розвитку» (ХДАК, 2017), Міжнародних наукових студентських інтернет-конференцій «Інформація. Наука. Бібліотека. Весна» (2016—2021) та інші. І. О. Давидова є членом Української бібліотечної асоціації, постійним учасником її громадських і наукових форумів.

## Науковий доробок
Науковиця є автором понад 170 наукових і науково-методичних праць, серед яких 3 монографії, 4 навчальних посібника.
- Інформаційний ринок продуктів та послуг: конспект лекцій / М-во культури і мистецтв України, Харків. держ. акад. культури, Каф. інф-ки ; [уклад. І. О. Давидова]. — Харків, 2000. — 70 с.

- Давидова І. О. Iнформацiйний ринок: органiзацiя, маркетинг, управлiння: навч. посiб. / І. О. Давидова. — Харків: ХДАК, 2001. — 136 с.
- Давидова І. О. Бібліотечне виробництво в інформаційному суспільстві: монографія / І. О. Давидова. — Харків: ХДАК, 2005. — 295 с.
- Давидова І. О. Ринок інформаційних продуктів та послуг: навч. посіб. / І. О. Давидова.— Харків: НТМТ, 2012. — 157 с.
- Давидова І. О. Інформаційний менеджмент: навч. посіб. / І. О. Давидова.— Харків: Друкарня Мадрид, 2015. — 326 с.
- Давидова І. Культурологія та соціальні комунікації: інноваційні стратегії розвитку / І. Давидова // Вісник Книжкової палати. — 2016. — № 1. — C. 51–52.
- Давидова І. Комунікативна складова концепції управління знаннями / І. Давидова // Вісник Книжкової палати. — 2018. — № 1. — C. 11–14.
- Davydova I. O. Efficiency of Managing the Resource Potential of University Library / I. O. Davydova // University Library at a New Stage of Social Communications Development: Conf. Proceedings. — 2019. — № 4. — P. 11–16.
- Social Networks in Developing the Internet Strategy for Libraries in Ukraine / I. Davydova, O. Marina, A. Solianyk, Y. Syerov // International Workshop on Control, Optimisation and Analytical Processing of Social Networks: proc. of the 1st Intern. Workshop on Control, Optimisation and Analytical Processing of Social Networks (COAPSN–2019), Lviv, Ukraine, May 16-17, 2019. — Lviv, 2019. — P. 122—133.
- Webometric Analysis of National Libraries Websites / I. Davydova, O. Marina, S. Marin, A. Peleshchyshyn // Control, Optimisation and Analytical Processing of Social Networks: proc. of the 2nd International Workshop (COAPSN 2020), Lviv, Ukraine, May 21, 2020. — Lviv, 2020. — P. 165—176.
- University Library Projects for the Formation of China's Digital Library and Information Space / Peng Y., Kunanets N., Davydova I., Veretennikova N. // International Scientific and Technical Conference on Computer Sciences and Information Technologies : 16th IEEE Intern. Conf. on Computer Science and Information Technologies, CSIT, 22 September 2021 through 25 September 2021 : Conf. Paper. — Lviv, 2021. — Vol. 2. — P. 399—402.
- Cognitive Model of Library Management in Crisis Conditions / I. O. Davydova, O. Yu. Marina // University Library at a New Stage  of  Social  Communications  Development: Conf. Proc. / Ukrainian State University of Science and Technologies. — Dnipro, 2023. — № 8. — P. 31–37.